# Stupkî, Lebedîn
Stupkî (în ucraineană Ступки) este un sat în comuna Vorojba din raionul Lebedîn, regiunea Sumî, Ucraina.

## Demografie
Componența lingvistică a localității Stupkî
     Ucraineană (95,35%)
     Rusă (4,65%)
Conform recensământului din 2001, majoritatea populației localității Stupkî era vorbitoare de ucraineană (95,35%), existând în minoritate și vorbitori de rusă (4,65%).